# Trilogia Carioca
A Trilogia Carioca é uma série de curtas-metragens documentais portuguesas lançadas entre 1996 e 1998, realizadas, escritas e produzidas por Joaquim Pinto e Nuno Leonel. Os filmes do projeto intitulam-se Surfavela (1996) Moleque de Rua (1997) e; Com Cuspe e com Jeito se Bota no Cu do Sujeito (1998). Ainda que a narrativa das curtas-metragens seja independente entre si, as três têm em comum o facto de terem sido gravadas no Brasil e se focarem na temática da exclusão social e da realidade urbana nas favelas do Rio de Janeiro.
Os filmes da Trilogia Carioca foram lançados no espaço de três anos. Surfavela anteestreou em 1996 na Videoteca de Lisboa. Moleque de Rua, também distribuído sob o nome Entrevista com Yvonne Bezerra de Mello, estreou em Portugal no ano seguinte. A primeira exibição pública de Com Cuspe e com Jeito se Bota no Cu do Sujeito em Portugal decorreu a 27 de fevereiro de 1998, integrada no programa do Fantasporto – Festival Internacional de Cinema do Porto.

## Sinopse

### Surfavela
O projeto Surfavela centra-se na resistência ao racismo e à existência precária dos jovens de favelas através do surf. Agora, os meninos do Rio de Janeiro descem o morro desde as favelas do Catangalo, Pavão e Rocinha para as ruas de asfalto onde outro estrato social passeia a caminho de Copacabana, Ipanema ou Leblon. A sua vida nas favelas, influenciada pelas preocupações das festas de Bailefunk e da proximidade do tráfico de droga, dá lugar a uma nova motivação. Os jovens aprendem a dominar as ondas da praia do Arpoador para não serem dominados pelas vagas da droga e do crime.
Acompanhamos os campeonatos de surf, do Projeto Surfavela vistos pelos olhos dos participantes. Eles são os protagonistas desta experiência orientada por um antigo marginal que procura a redenção social.

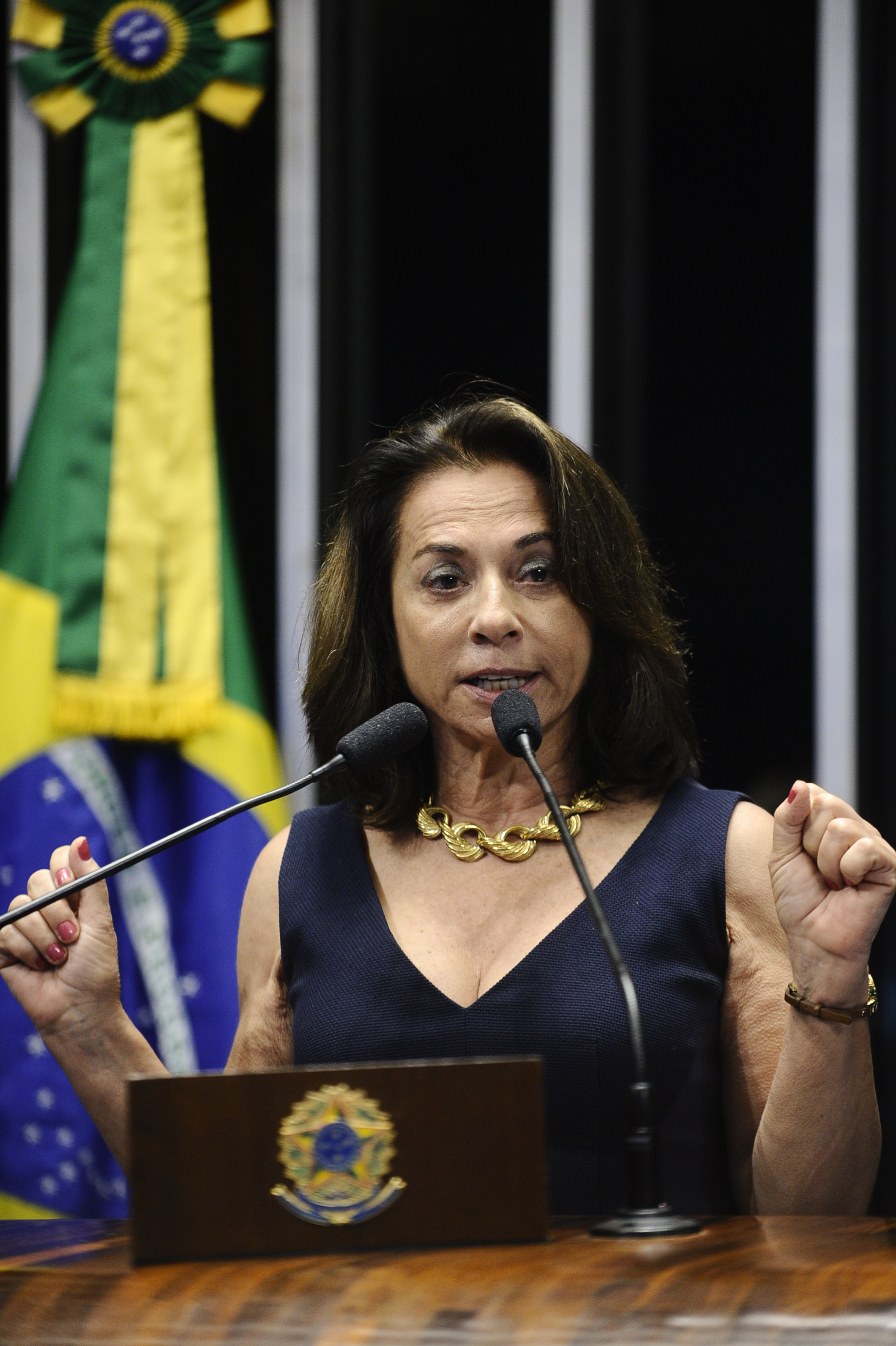
Moleque de Rua ou Entrevista com Yvonne Bezerra de Mello retrata o ativismo do Projeto Uerê.

### Moleque de Rua
A artista plástica Yvonne Bezerra de Mello está de regresso ao Brasil depois de vários anos a viver na Europa. Vê-se confrontada com a situação de violência sobre as crianças abandonadas que sobrevivem nas ruas dos subúrbios da cidade do Rio de Janeiro. O documentário revela a forma como essas crianças vivem e como morrem.
Ao longo de uma lúcida e crua entrevista, Bezerra de Mello comenta o seu trabalho político no Projeto Uerê, que se estende à proteção de testemunhas da violência extrajudicial, uma vez que a artista foi uma figura central na denúncia do massacre de menores em 1993 na Igreja de Nossa Senhora da Candelária. Através da defesa e integração das crianças de rua, Bezerra de MelIo insiste em proteger as mesmas da indiferença humana.

### Com Cuspe e Com Jeito Se Bota no Cu do Sujeito
Gilson "Xica da Silva" é reconhecido como cozinheiro de mão cheia. Ao longo de um dia, desvenda os segredos e demonstra a confeção de uma tradicional feijoada à brasileira. Entre compras de ingredientes e passos da receita, evoca com sentido de humor o trajeto da sua vida até ao seu quotidiano atual em uma das mais miseráveis favelas de Rio de Janeiro.

## Equipa técnica
| Função         | Filme                       | Filme                       | Filme                                          | Ref.                               |
| Função         | Surfavela                   | Moleque de Rua              | Com Cuspe e com Jeito se Bota no Cu do Sujeito | Ref.                               |
| -------------- | --------------------------- | --------------------------- | ---------------------------------------------- | ---------------------------------- |
| Realização     | Joaquim Pinto e Nuno Leonel | Joaquim Pinto e Nuno Leonel | Joaquim Pinto e Nuno Leonel                    | [ 15 ] [ 16 ] [ 17 ] [ 18 ] [ 19 ] |
| Produção       | Antónia Seabra              | Antónia Seabra              | Antónia Seabra                                 | [ 15 ] [ 16 ] [ 17 ] [ 18 ] [ 19 ] |
| Produção       | Philip Brooks               |                             |                                                | [ 15 ] [ 16 ] [ 17 ] [ 18 ] [ 19 ] |
| Cinematografia | Joaquim Pinto               | Joaquim Pinto               | Joaquim Pinto                                  | [ 15 ] [ 16 ] [ 17 ] [ 18 ] [ 19 ] |
| Montagem       | Cláudio Martinez            | Francisco Costa             | Joaquim Pinto                                  | [ 15 ] [ 16 ] [ 17 ] [ 18 ] [ 19 ] |
| Som            | Nuno Leonel                 | Nuno Leonel                 | Nuno Leonel                                    | [ 15 ] [ 16 ] [ 17 ] [ 18 ] [ 19 ] |
| Música         | Carlinhos Brown             | Cláudio Martinez            | Planet Hemp                                    | [ 15 ] [ 16 ] [ 17 ] [ 18 ] [ 19 ] |
| Música         | Cidade Negra                | Cláudio Martinez            | Planet Hemp                                    | [ 15 ] [ 16 ] [ 17 ] [ 18 ] [ 19 ] |
| Música         | Funk'n'Lata                 | Cláudio Martinez            | Planet Hemp                                    | [ 15 ] [ 16 ] [ 17 ] [ 18 ] [ 19 ] |
| Música         | Planet Hemp                 | Cláudio Martinez            | Planet Hemp                                    | [ 15 ] [ 16 ] [ 17 ] [ 18 ] [ 19 ] |
| Música         | Raimundos                   | Cláudio Martinez            | Planet Hemp                                    | [ 15 ] [ 16 ] [ 17 ] [ 18 ] [ 19 ] |
| Música         | Sepultura                   | Cláudio Martinez            | Planet Hemp                                    | [ 15 ] [ 16 ] [ 17 ] [ 18 ] [ 19 ] |
| Misturas       | Joaquim Pinto e Nuno Leonel | Joaquim Pinto e Nuno Leonel | Joaquim Pinto e Nuno Leonel                    | [ 15 ] [ 16 ] [ 17 ] [ 18 ] [ 19 ] |
| Grafismo       | Carlos Ferreira             |                             |                                                | [ 15 ] [ 16 ] [ 17 ] [ 18 ] [ 19 ] |

### Intervenientes
| Surfavela - Berzó; - Cláudio Adão; - "Maluquinho" (SK8). | Moleque de Rua - Yvonne Bezerra de Mello. | Com Cuspe e Com Jeito Se Bota no Cu do Sujeito - Gilson "Xica da Silva"; - Maria da Cocada; - Angolona. |

## Produção
Depois de anos a colaborar nos filmes um do outro, em 1996, Surfavela marcaria o encontro no cinema de Joaquim Pinto e Nuno Leonel como correalizadores. A curta-metragem foi produzida para o canal televisivo franco-alemão La Sept Arte, para uma noite temática sobre surf. Utilizando meios técnicos Avidiae, o filme, com uma duração de 39 minutos, foi co-produzido por AS Produções Cinematográficas e Dominant7, com a participação da Delegação da Rádio e Televisão de Portugal em Rio de Janeiro. Surfavela foi rodado nas favelas do Cantagalo e da Rocinha em 1996.
Antónia Seabra e a sua companhia AS Produções continuaria a produzir as obras seguintes da dupla Joaquim Pinto e Nuno Leonel. Moleque de Rua, também distribuído sob o nome Entrevista com Yvonne Bezerra de Mello, com 33 minutos de duração, contou com o apoio financeiro do IPACA e co-produção da RTP. A entrevista que forma a narrativa da obra foi conduzida a 3 de setembro de 1997. A rodagem do último filme deste período dos realizadores no Brasil, decorreu também no mês de setembro de 1997, resultando na curta-metragem de 21 minutos Com Cuspe e Com Jeito Se Bota no Cu do Sujeito.

## Temas e estética
Ainda que não tenham sido preconcebidos como uma trilogia, Surfavela, Moleque de Rua e Com Cuspe e Com Jeito Se Bota no Cu do Sujeito estão tematicamente ligados pelo modo como recorrem a estilos distintos para abordar a marginalidade e exclusão social de crianças nas favelas do Rio de Janeiro. Por esse motivo, os filmes são frequentemente exibidos em conjunto. Enquanto curador de uma retrospetiva de toda a obra de Joaquim Pinto e Nuno Leonel em 2019, o cineasta, crítico cinematográfico e jornalista Aristeu Araújo assumiu as interligações temáticas entre Surfavela, Moleque de Rua e Com Cuspe e Com Jeito Se Bota no Cu do Sujeito, programando uma sessão intitulada Trilogia Carioca, título a partir do qual esta série de filmes começou a ser reconhecida.
Esteticamente, as curtas-metragens afastam-se de um olhar miserabilista no modo como registam o quotidiano de crianças socialmente estigmatizadas. Com Cuspe e Com Jeito Se Bota no Cu do Sujeito destaca-se ao aligeirar o tom, fazendo uso do sentido de humor de Joaquim Pinto e Nuno Leonel. Para o cinéfilo Ricardo Vieira Lisboa, os filmes da Trilogia Carioca são representativos do estilo intimista e pessoal desta dupla fazer cinema: "vemos um filme e sabemos onde estiveram Nuno e Joaquim, onde moraram, que pessoas conheceram, que vida levaram".

### Continuidade artística
Desde Surfavela, Joaquim Pinto e Nuno Leonel têm trabalhado juntos, partilhando os créditos da realização. Dez anos depois deste filme, a dupla produz Porca Miséria, uma curta-metragem de animação que une as influências cinematográficas de ambos e se torna pertinente por evocar o universo brasileiro da Trilogia Carioca, e demonstrar que, socialmente, o Rio de Janeiro pouco terá mudado.
Aquando o lançamento de Pathos Ethos Logos, a dupla de realizadores comentou de que modo haveria continuidade entre a Trilogia Carioca e o filme de 2021: "Podemos encontrar traços das personagens Ângela e Rafaela em Yvonne Bezerra de Mello, ou em Berzó no Surfavela. (...) Os tiros que ouvimos ao longe em 2028 são ecos de 1995, balas perdidas nas favelas do Rio de que nos abrigámos várias vezes ao ajudarmos Yvonne, nas escolas que estava a construir".

## Distribuição
Surfavela anteestreou em 1996 na Videoteca de Lisboa antes de ser transmitido no canal Arte. No ano seguinte, seria selecionado para o 1º Festival de Cinema Gay e Lésbico de Lisboa, onde foi exibido a 25 de setembro. Moleque de Rua estreou em Portugal também em 1997. No ano seguinte, integra o programa da 22ª Mostra Internacional de Cinema de São Paulo, tendo sido apresentado a 29 de outubro. A primeira exibição pública de Com Cuspe e com Jeito se Bota no Cu do Sujeito em Portugal decorreu a 27 de fevereiro de 1998, integrada no programa do Fantasporto. Tal como Surfavela, esta curta-metragem seria também selecionada para o Festival de Cinema Gay e Lésbico de Lisboa, onde foi exibida a 25 de setembro de 1998.
Desde estas datas de estreia, os filmes integraram Festivais internacionais e outros eventos de cinema, no âmbito de sessões de retrospetiva das obras de Joaquim Pinto e Nuno Leonel:
- Em 2011, no âmbito do ciclo "Os Cineastas e o Cinema", a Trilogia Carioca foi exibida a 26 de maio no Fórum Cultural José Manuel Figueiredo, na Baixa da Banheira (Moita).[38]
- A 25 de setembro de 2014, os filmes tiveram exibição marcada para o Teatro da Malaposta, em Olival Basto.[39]
- Em Espanha, no mês de dezembro de 2014, a propósito do IV Festival Márgenes, a Casa de América (Madrid) acolheu os filmes na sua "Exposição Joaquim Pinto e Nuno Leonel".[40]
- O Brasil voltaria a transmitir a Trilogia Carioca em três sessões no final de janeiro de 2019, na retrospetiva "Lembrando Joaquim Pinto e Nuno Leonel" programada na CAIXA Cultural Rio de Janeiro.[41]
- O Cineclube de Faro realizou em novembro de 2020 o projeto "In Cinema: Integração, Indiscriminização e Inclusão", que apresentou o filme Surfavela, juntamente com Rebirth (2019), de Laura Basil Duncan e The Endless Summer (1965), de Bruce Brown, por demonstrarem como o cinema poderia ser uma ferramenta para destruir estigmas que as sociedades enfrentam.[42][43]

Surfavela está também disponível em streaming. Desde 2013 pode ser encontrado na plataforma Lugar do Real, um projeto da AO NORTE: Associação de Produção e Animação Audiovisual. O Cine Clube de Viseu também disponibilizou a curta-metragem gratuitamente no seu kit cinéphilo em abril de 2020.

## Reconhecimento crítico
Surfavela foi selecionado para competição nacional do 5º Festival Internacional Curtas Vila do Conde, em 1997, onde foi reconhecida com uma menção honrosa. Para os programadores da Cinemateca Portuguesa, das curtas-metragens da trilogia, destaca-se Surfavela, "pelo modo como capta a vitalidade dos seus protagonistas". Na publicação Revue d’études ibériques et ibéro-américaines, Fernando Curopos caracteriza Com Cuspe e Com Jeito Se Bota no Cu do Sujeito um "documentário queer hilariante".